# Adelaida Mangani
Adelaida Leticia Mangani (Buenos Aires, 11 de octubre de 1941) es una actriz, titiritera, directora teatral y docente argentina. Es la actual directora del Grupo de Titiriteros del Teatro Municipal General San Martín y del Taller-Escuela de Titiriteros Ariel Bufano.

## Biografía
Adelaida Leticia Mangani nació el 11 de octubre de 1941 en Buenos Aires, Argentina. Vivió en un entorno familiar marcado por la violencia doméstica ejercida por su padre. Su tío fue el musicólogo Juan Francisco Giacobbe, a quien reconoce como una influencia en su acercamiento al arte.
En 1959 se graduó como maestra en la Escuela Normal N.º 4 Estanislao Severo Zeballos y como profesora de música en el Conservatorio Superior de Música Manuel de Falla. Dos años más tarde, en 1961, comenzó a trabajar como docente en el Instituto Vocacional de Arte, donde conoció al reconocido titiritero Ariel Bufano, con quien entabló una relación sentimental.
En ese mismo período, Mangani estaba casada con Manuel Fernández Capello, y Bufano estaba casado con Beatriz Suárez. El 24 de julio de 1964 nació su hijo Gabriel Julio Fernández Capello, fruto de su relación con Bufano, aunque registrado durante su matrimonio con Fernández Capello. Poco después del nacimiento, Mangani se separó de su esposo y, posteriormente, contrajo matrimonio con Bufano, con quien tuvo una hija, Ariadna, en 1965.
En 1969, la pareja se mudó a vivir junta y fundó una escuela de teatro llamada Centro de Estudios Dramáticos en el barrio porteño de Flores. En 1974 debutaron como titiriteros con la obra Una lágrima de María. La escuela cerró en 1976 a causa de la dictadura militar de ese año.
En 1977, Mangani y Bufano fundaron el Grupo de Titiriteros del Teatro Municipal General San Martín. Tras la muerte de Bufano en 1992, Mangani asumió la dirección del grupo, cargo que mantiene hasta la actualidad.
Desde su fundación en 1987, también dirige el Taller-Escuela de Titiriteros Ariel Bufano, institución dedicada a la formación profesional en el arte del teatro de títeres.
En octubre de 1990, Mangani y Bufano se separaron.
Además, se desempeñó como Directora de Institutos de la Dirección General de Enseñanza Artística del Ministerio de Cultura de la Ciudad de Buenos Aires, con responsabilidad sobre los institutos superiores de formación artística de la ciudad.
En 2024, el Grupo de Titiriteros estrenó Bimba, biografía escénica sobre Adelaida Mangani, una obra escrita y dirigida por Mariana Díaz que retrata la vida personal y trayectoria de Mangani, quien también participó en la puesta en escena.

## Obras destacadas
Adelaida Mangani ha dirigido, adaptado y musicalizado diversas producciones del Grupo de Titiriteros del Teatro San Martín. Algunas de las más reconocidas incluyen:
- David y Goliat (1977)
- La bella y la bestia (1982)
- El gran circo criollo (1988)
- Historia de gatos (1992)
- Gaspar de la noche (2000)
- El pájaro azul (2002)
- El maravilloso viaje de Maese Trujamán y su extraordinaria compañía (2007), en conmemoración de los 30 años del Grupo de Titiriteros
- La isla desierta (2016)[12]
- El rayo verde (2021)[13]

## Premios y reconocimientos
Mangani ha recibido múltiples distinciones a lo largo de su trayectoria, entre ellas:
- Premio Konex al Mérito (2001)
- Premio Teatro del Mundo (2002) - A la trayectoria
- Premio Clarín (2003) - Mejor espectáculo infantil por El gran circo criollo
- Premio Florencio Sánchez (2005) - Para el Grupo de Titiriteros por La novia de los forasteros
- Premio ACE (2007) - Por sus 30 años de trayectoria
- Premio Ciudad de Buenos Aires Mujeres del Bicentenario (2010)
- Premio Konex de Platino (2011) - Teatro infantil y juvenil[14]
- Personalidad Destacada de la Cultura - Legislatura de la Ciudad de Buenos Aires